# Eleocharis ochrostachys
Eleocharis ochrostachys är en halvgräsart som beskrevs av Ernst Gottlieb von Steudel. Eleocharis ochrostachys ingår i släktet småsäv, och familjen halvgräs. Inga underarter finns listade i Catalogue of Life.